# Беликов, Владимир Георгиевич
Владимир Георгиевич Беликов (1925—2012) — советский учёный, доктор фармацевтических наук (1970), профессор (1972).
Автор более 450 научных работ, в том числе 4 монографий, учебника «Фармацевтическая химия» и справочника «Синтетические и природные лекарственные средства». Ему принадлежит 15 свидетельств и патентов на изобретения.

## Биография
Родился 29 августа 1925 года в селе Степное Ставропольского округа, ныне Ставропольского края.
После окончания средней школы, в 1943 году, был призван в Красную армию, участвовал в Великой Отечественной войне. Служил на флоте, принимал участие в боях на Северном Кавказе. После войны продолжил военную службу.
Демобилизовавшись в 1950 году, Владимир Беликов поступил в Пятигорский фармацевтический институт (ПФИ, ныне Пятигорский медико-фармацевтический институт, с 2012 года — филиал Волгоградского государственного медицинского университета). В 1954 году за отличные успехи в учёбе был удостоен стипендии им. И. В. Сталина. Окончив вуз в 1955 году, был зачислен в его аспирантуру на кафедру фармацевтической химии. Одновременно с учёбой в аспирантуре работал в родном институте — лаборантом и старшим лаборантом на различных кафедрах.
В 1960 году В. Г. Беликов защитил кандидатскую диссертацию, стал ассистентом и доцентом на кафедре фармацевтической химии ПФИ. В 1961 году его назначили на должность проректора по учебной и научной работе института под руководством ректора Анны Лукьяновны Шинкаренко, а в 1964 году он возглавил Пятигорский фармацевтический институт, проработав на этом посту 31 год. В 1970 году защитил диссертацию на соискание ученой степени доктора фармацевтических наук на тему «Исследование в области дифференциальной фотометрии некоторых фармацевтических препаратов». А под его руководством были защищены 4 докторские и 59 кандидатских диссертаций, в том числе аспирантами из-за рубежа — Вьетнама, Эфиопии, Йемена и Перу. В 1972 году Беликов стал профессором кафедры фармацевтической химии ПФИ.
Умер 3 сентября 2012 года в Пятигорске. Был похоронен на Краснослободском кладбище города.

## Заслуги
- Был награждён орденами Отечественной войны II степени, Трудового Красного Знамени и «Знак Почёта», а также многими медалями, в числе которых «За оборону Кавказа». Также награждён медалями «За заслуги перед отечественным здравоохранением» и «За заслуги перед Ставропольским краем».[6]
- Заслуженный деятель науки РСФСР (11.09.1985), Лауреат премии Правительства РФ в области образования (1999).
- Удостоен почетных знаков «Участник битвы за Кавказ» и «Отличник здравоохранения», юбилейных медалей «200 лет основания КМВ» и «За заслуги перед Пятигорском».[6]